# 和達三樹
和達 三樹（わだち みき、1945年2月10日 - 2011年9月15日）は、日本の物理学者。専門は、数理物理学・物性基礎論・統計力学。学位は、Ph.D.（ニューヨーク州立大学・1970年）。東京大学名誉教授。東京理科大学教授。東京都出身。父は和達清夫。

## 略歴
- 1963年3月、東京都立日比谷高等学校卒業
- 1967年3月、東京大学理学部物理学科卒業
- 1970年5月、ニューヨーク州立大学大学院物理学専攻博士課程修了 (Ph.D)
- 1971年5月、東京教育大学光学研究所助手
- 1975年5月、東京教育大学光学研究所助教授
- 1976年、アルバータ大学客員研究員（1978年まで）
- 1978年5月、筑波大学物理工学系助教授
- 1980年4月、東京大学教養学部助教授（物理教室）
- 1990年3月、東京大学理学部物理学科教授
- 1993年4月、東京大学大学院理学系研究科教授　東京大学総長補佐（1994年3月まで）
- 2007年3月、東京大学定年退職
- 2007年4月、東京理科大学理学部教授
- 2008年4月、独立行政法人大学評価・学位授与機構客員教授（2009年3月まで）
- 2011年9月15日、大腸がんのため死去。66歳没[1]。

## 研究歴
物性基礎論・統計物理学の分野で先駆的、独創的な研究を行っている。とくに非線形現象を中心に研究を進め、物理学における厳密に解ける模型（可解模型）の統一的理論の構成に寄与した。まず非線形発展方程式の初期値問題を解く手法として逆散乱法と呼ばれる手法を拡張し、変形KdV方程式等いくつかの模型を厳密に解くことに成功した。さらに逆散乱法とベックルンド変換との関係、それらを用いた保存則の導出を行い、ソリトン概念の確立を含めて世界的に優れた業績を次々にあげた。さらに、上記の逆散乱法を量子系、統計力学系に拡張した量子逆散乱法の一般化を進めた。この手法を用いることにより、ハイゼンベルク模型やハバード模型の完全積分性を証明するとともに、２次元格子統計力学において無限個の可解模型が存在することを示した。これらの模型は統計力学に限らず、固体物理学等においても非常に基本的で重要な模型であり、当時同時進行で研究が進んでいた共形場理論の予言するユニバーサリティクラスを実現するものである。また、統計力学において知られていた転送行列法を量子逆散乱法の視点から見直し、量子転送行列法と呼ばれる方法を開発した。
数学と物理学の接点に関する研究として、統計力学における可解模型と、数学における絡み目理論との関係を明らかにした。V.G.Jonesは絡み目多項式の発見によりフィールズ賞を受賞したが、和逹博士の研究は Jones 多項式の発見とほぼ同時であり、さらに Jones 多項式は、無限個存在する絡み目多項式の１つであることを証明した。また、長距離相互作用する１次元量子粒子系に対して、量子逆散乱法が適用できることを示し、それらの系の分類と直交基底の構成法を見出した。この研究は、その後多くの研究者がこの分野に参入するきっかけとなったものである。
近年では、磁気トラップされたボース・アインシュタイン凝縮体が、相互作用が有効的に引力である場合には不安定になり、粒子数の上限（臨界粒子数）が存在することを示した。この現象（凝縮体の崩壊）は、Li-7 を用いたライス大学での実験結果を見事に説明した。また、高次スピン自由度をもつスピノル型ボース・アインシュタイン凝縮体に対するグロス・ピタエフスキー方程式において、相互作用定数が可積分条件をみたす場合があることを証明した。逆散乱法の拡張によりソリトン解を構成し、多成分ソリトン系が多彩な衝突過程をもつことを明らかにした。
以上のように、東京大学、東京理科大学を中心として研究、教育に従事し、学術上も数々の業績をあげた。その門下から多くの人材を輩出させ、また国内外においても、研究・教育の発展のために大きな貢献をしてきた。2004年（平成16年）9月から2005年（平成17年）8月には、日本物理学会会長を務めている。

## 受賞など
- 1990年 - 日本IBM科学賞
- 1991年 - 仁科記念賞
- 1998年 - 日本物理学会論文賞
- 2004年 - 紫綬褒章

## 著作
- M. Wadati: The Modified Korteweg-de Vries Equation, J. Phys. Soc. Jpn. 34,1289-1296 (1973).
- M.Wadati, H. Sanuki and K. Konno: Relationships among Inverse Method, B¨acklundTransformation and an infinite Number of Conservation Laws, Prog. Theor. Phys.53, 419-436 (1975).
- Ohkuma, Kenji; Wadati, Miki (1983). “The Kadomtsev-Petviashvili Equation: the Trace Method and the Soliton Resonances”. Journal of the Physical Society of Japan (日本物理学会) 52 (3):  749-760. CRID 1390001204185121408. doi:10.1143/jpsj.52.749. ISSN 00319015. "MRID:702929"
- A. Kuniba, Y. Akutsu and M. Wadati: The Gordon-Generalization Hierarchy of Exactly Solvable IRF Model, J. Phys. Soc. Jpn. 55, 3338-3353 (1986).
- M. Wadati, T. Deguchi and Y. Akutsu: Exactly Solvable Models and Knot Theory, Physics Reports 180, 247-332 (1989).
- M.Wadati and T. Tsurumi: Critical Number of Atoms for the Magnetically Trapped Bose-Einstein Condensate with Negative S-Wave Scattering Length, Phys. Lett. A 247, 287-293 (1998).
- Ieda, Jun'ichi; Miyakawa, Takahiko; Wadati, Miki (2004). “Exact analysis of soliton dynamics in spinor Bose-Einstein condensates”. Physical review letters (APS) 93 (19):  194102-4. doi:10.1103/PhysRevLett.93.194102.
- 飯塚剛, 和達三樹「The Rayleigh-Taylor Instability and Nolinear Evolution Equations(Mathematical Aspects on Nonlinear Waves in Fluids)」『数理解析研究所講究録』第740巻、京都大学数理解析研究所、1991年1月、191-195頁、CRID 1050001201693251072、hdl:2433/102098、ISSN 1880-2818。
- ICHIKAWA, YOSHIHIKO; WADATI, MIKI; KONNO, KIMIAKI; SHIMIZU, TORU (1981-01). “On a New Series of Integrable Nonlinear Evolution Equations (Non-Linear Waves : Classical Theory and Quantum Theory)”. 数理解析研究所講究録 (京都大学数理解析研究所) 414:  49-73. CRID 1050282676915526144. hdl:2433/102459. ISSN 1880-2818.
- Toda lattice and the related topics. -- 京都大学数理解析研究所, 1988. -- (数理解析研究所講究録 ; 650)
- キーポイント確率・統計 / 和達三樹, 十河清著. -- 岩波書店, 1993. -- (理工系数学のキーポイント / 和達三樹, 薩摩順吉編 ; 6)
- 局所構造の非線形動力学 / 研究代表者 和達三樹. -- 和達三樹, 1994
- 凝縮系物理 / A.Isihara著 ; 和達三樹, 小島穣, 高野健一, 原啓明, 豊田正, 向井幹雄 [ほか] 訳. -- 共立出版, 1994
- ゼロからの電磁気学 / 出口哲生, 和達三樹, 十河清著 ; 1, 2. -- 岩波書店, 2006. -- (ゼロからの大学物理 ; 3-4)
- ゼロからの熱力学と統計力学 / 和達三樹, 十河清, 出口哲生著. -- 岩波書店, 2005. -- (ゼロからの大学物理 ; 5)
- ゼロからの力学 / 十河清, 和達三樹, 出口哲生著 ; 1, 2. -- 岩波書店, 2005. -- (ゼロからの大学物理 ; 1-2)
- ソリトンと統計物理学. -- 数理科学講究録刊行会, 1982. -- (数理科学講究録 ; 472)
- ソリトンと統計物理学. -- 京都大学数理解析研究所, 1982. -- (数理解析研究所講究録 ; 472)
- 統計物理学 / A. Isihara著 ; 和達三樹 [ほか] 訳. -- 共立出版, 1980
- 物理のキーポイント / 和達三樹, 薩摩順吉編. -- 岩波書店
- ボース・アインシュタイン儀縮体の非線形解析 / 研究代表者 和達三樹. -- 和達三樹, 2004
- 理工系数学のキーポイント / 和達三樹, 薩摩順吉編. -- 岩波書店, 1992
- 応用数学基礎講座 / 岡部靖憲, 和達三樹, 米谷民明編集. -- 朝倉書店
- 幾何学的模型とその応用 / 研究代表者 和達三樹. -- 和達三樹, 1998
- 非線型波動と非線型力学系の物理学的研究 / 研究代表者、和達三樹. -- 和達三樹, 2000
- 微分積分演習 / 和達三樹, 十河清著. -- 岩波書店, 2000. -- (理工系の数学入門コース/演習 ; 1)
- 微分方程式演習 / 和達三樹, 矢嶋徹著. -- 岩波書店, 1998. -- (理工系の数学入門コース/演習 ; 4)
- 非線形波動 / 和達 三樹 -- 岩波書店, 2000 -- (現代物理学叢書)